# Tel Par
Tel Par (hebreiska: תל פר) är en höjd i Israel.   Den ligger i distriktet Haifa, i den norra delen av landet. Toppen på Tel Par är 13 meter över havet.
Terrängen runt Tel Par är platt åt nordost, men åt sydväst är den kuperad.Runt Tel Par är det tätbefolkat, med 636 invånare per kvadratkilometer. Närmaste större samhälle är Haifa, 12,0 km väster om Tel Par. Trakten runt Tel Par består till största delen av jordbruksmark.